# Wola Kuczkowska
Wola Kuczkowska – wieś w Polsce położona w województwie świętokrzyskim, w powiecie włoszczowskim, w gminie Secemin.
W latach 1975–1998 miejscowość administracyjnie należała do województwa częstochowskiego.
Wola Kuczkowska z przysiółkiem Wolica stanowi jedno sołectwo. Zajmuje powierzchnię ponad 870 ha. Około 1 km na wschód od wsi znajduje się przystanek kolejowy przy linii kolejowej nr 64. Jest to odgałęzienie linii tzw. kolei Herbsko-Kieleckiej z 1911 r., oddanej do użytku w grudniu 1971 r.
Na terenie wsi znajduje się też: remiza OSP z 1993 r. oraz Sala Królestwa miejscowego zboru Świadków Jehowy.

## Historia
W 1581 r. Wola Kuczkowska stanowiła majątek Stanisława i Krzysztofa Kuczkowskich, nazywana wówczas też Wielką Wolą Kuczkowską. W latach 1425–1440 sołtysem był Piotr dziedzic z Kuczkowa. W XVI w. współwłaścicielami i dzierżawcami wsi byli: Jakub Prokoszowic Cielec, Petronela Piotrusza, Jan z Woli Kuczkowskiej, Jakub Kuczkowski Długoszowic i Konstancja Kuczkowska Długoszowic oraz ich synowie Piotr, Jan, Stanisław, Franciszek, Ambroży i Hieronim. 
Słownik geograficzny Królestwa Polskiego z roku 1893 wymienia Wolę Kuczkowską pod hasłem Wola pisząc Wola, dawniej Wola Kuczkowska, wieś, powiat włoszczowski, gmina Secemin, par. Kuczków, ma 42 osady, 383 mórg. Wchodziła w skład dóbr Chrząstów. W roku 1827 było 32 domy, 194 mieszkańców. W r. 1581 należy z Kuczkowem i Wolicą Kuczkowską do Kuczkowskich. Stanisław ma 2½ łana kmiecego, Krzysztof 2½ łana, pan Sendomirski 2½ łana i 3 komorników bez bydła (Pawiński, Kodeks Małopolski).
W 1938 r. wieś zamieszkiwały 374 osoby, w 1991 r. – 256, w 1999 r. – 214.